# Pedro María Artola
Pedro María Artola Urrutia (født 6. september 1948 i Andoain, Spanien) er en spansk tidligere fodboldspiller (målmand).
Artola startede sin karriere hos Real Sociedad i San Sebastián, som han spillede for frem til 1975. Herefter skiftede han til FC Barcelona, som han repræsenterede de følgende ni sæsoner, frem til sit karrierestop i 1984. I denne periode var han med til at vinde adskillige titler med klubben, blandt andet tre Copa del Rey-titler og to udgaver af Pokalvindernes Europa Cup, men lykkedes aldrig med at blive spansk mester.

## Titler
Copa del Rey
- 1978, 1981 og 1983 med FC Barcelona

Supercopa de España
- 1983 med FC Barcelona

Pokalvindernes Europa Cup
- 1979 og 1982 med FC Barcelona

Copa de la Liga
- 1983 med FC Barcelona